# 이은성 (축구 선수)
이은성(1995년 12월 4일 ~ )은 대한민국의 축구 선수이며 포지션은 미드필더이다.

## 선수 생활
이은성은 학성고등학교를 거쳐 고려대학교 축구부에 입단하였다. 2016년 송호대학교를 상대하는 U리그 왕중왕전 결승전에서 결승골을 기록하며, 팀의 우승에 공헌하였다. 결승전 최전방은 정택훈이었으며, 4-1-4-1 포메이션에서 이은성은 최전방 스트라이커를 보좌하는 미드필더 역할을 맡았다.
2016년 12월 29일 이은성은 K리그 클래식 울산 현대에 신인 자유계약으로 입단하였다. 그러나 K리그 클래식 2017 시즌에는 한 경기도 출전하지 못하고, 시즌을 끝마쳤다.